# Phylloscopus canariensis
Phylloscopus canariensis là một loài chim trong họ Phylloscopidae.